# Підземне сховище у Корунні
Підземне сховище у Корунні — комплекс каверн у канадській провінції Онтаріо, призначених для зберігання зріджених вуглеводневих газів (ЗВГ).
У Корунні тривалий час діяв нафтохімічний майданчик компанії Dow Chemical, котра здійснювала тут виробництво поліетилену низької щільності, полістирену, латексу та поліолів. Необхідний етилен постачався по трубопроводу Windsor-Sarnia Pipeline, котрий працював у періодичному режимі та, до того ж, в інтересах кількох споживачів. Як наслідок, провадилось накопичення запасів етилену у підземному сховищі, котре створили на глибині у сімсот метрів шляхом розмивання соляних відкладень формації Саліна (силурійський період). Всього у комплексі було дев'ять каверн, котрі станом на 2009 рік могли зберігати 5 млн барелів ЗВГ та 7 млн барелів соляного розчину. Шляхом закачування останнього до каверн відбувалось витіснення вуглеводнів на поверхню.
В 2006-му внаслідок поганого технічного стану припинилось транспортування етилену по системі Cochin Pipeline, котрий живив згаданий вище Windsor-Sarnia Pipeline (періодичний режим роботи останнього пояснювався саме багатоцільовим характером трубопроводу Cochin, котрий транспортував різні продукти партіями). Як наслідок, до 2008 року Dow Chemical закрила всі виробництва на майданчику в Корунні, а наступного року продала підземне сховище компанії Provident Energy — співвласнику розташованої неподалік установки фракціонування ЗВГ у Сарнії.
Втім, зберігання етилену у сховищі тривало, оскільки станом на 2009-й шість каверн орендувала компанія NOVA, власник установки парового крекінгу в Корунні. Три з цих каверн використовували для розміщення продуктів роботи установки — етилену та пропілену, а решта три зберігали необхідну для піролізу сировину. Варто відзначити, що після виходу з ладу Cochin Pipeline припинились і поставки етану, так що установки парового крекінгу Онтаріо були вимушені певний час віддавати перевагу використанню пропану та бутану. Втім, вже у 2014-му став до ладу етанопровід Mariner West Pipeline, котрий подає ресурс із регіонів сланцевого видобутку в Аппалачах. Він транспортує етан до району підземного сховища Мерісвіль, з яким Корунну зв'язує короткий — лише дев'ять кілометрів — Genesis Pipeline. А в 2018-му сховище у Корунні отримало сполучення із ще одним новим етанопроводом Utopia Pipeline, котрий також подає ресурс із Аппалачів.